# Wolsztyn (stacja kolejowa)
Wolsztyn – stacja kolejowa w Wolsztynie w województwie wielkopolskim, w Polsce.

## Historia
1 czerwca 1886 została otwarta linia kolejowa z Wolsztyna do Zbąszynia, a w 1896 wybudowano linię kolejową do Leszna. W 1895 powstał budynek dworca z licowanej cegły klinkierowej, z dwuspadowymi dachami krytymi dachówką w pruskim stylu budownictwa kolejowego. W 1898 wybudowano linie do Grodziska Wielkopolskiego oraz do Sulechowa. W 1907 na wschodnim krańcu stacji została wybudowana parowozownia. W 1908 otwarto szlak kolejowy do Nowej Soli. Na odcinkach lokalnych kursowały pociągi prowadzone parowozami z wolsztyńskiej parowozowni.
1 września 1939, w czasie kampanii wrześniowej został spalony budynek dworca. Jego funkcję przejął barak oraz drewniany budynek ekspedycji kolejowej.
W 1945 wycofujący się okupant pozostawił jedyny parowóz Pd5. Wkrótce dołączyły do niego przydzielone z Poznania parowozy serii TKi3, OKi2, Pd5 oraz TKt1.
W 1961 wybudowano nowy budynek dworca.
Do końca lat 70. przez stację przejeżdżało dziennie do 15 par pociągów tranzytowych Ostrów Wielkopolski – Gubin, z których wiele stanowiły radzieckie transporty wojskowe. Obsługę tych pociągów zapewniały zwykle lokomotywy Ty2, Ty43, Ty45. W ruchu pasażerskim dominowały natomiast pospieszne pruskie parowozy Pd5, Ok1 oraz amerykańskie Tr203, zastępowane później parowozami Ol49 wycofywanymi z linii elektryfikowanych.
W maju 1993 zostały uruchomione połączenia kolejowe Lubuskiej Kolei Regionalnej na linii kolejowej do Nowej Soli i Sulechowa, jednak w 1994 na szlakach kolejowych zawieszono ruch pasażerski. Prowadzony jest jedynie ograniczony ruch towarowy, a na stacji kolejowej funkcjonują zabytkowe semafory kształtowe.
W latach 2019-2022 dworzec został przebudowany. Wewnątrz umieszczono kino społecznościowe, przestrzeń na restaurację lub salon prasowy, a na piętrze przestrzenie biurowe na wynajem. W 2022 obiekt otrzymał nagrodę architektoniczną województwa wielkopolskiego w kategorii budynek użyteczności publicznej.

## Ruch pasażerski
| Rok  | Wymiana pasażerska na dobę |
| ---- | -------------------------- |
| 2017 | 1 100                      |
| 2022 | 700-999                    |

## Galeria

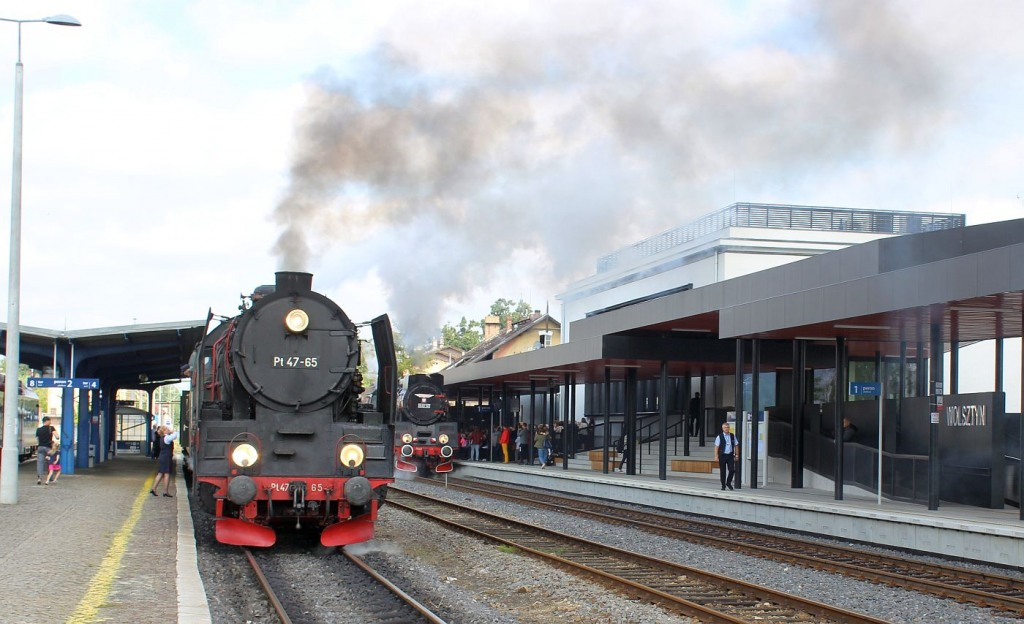
Wolsztyn, przebudowany dworzec. Na zdjęciu widok od strony peronów na dwa parowozy odchodzące w kierunku Poznania i Leszna
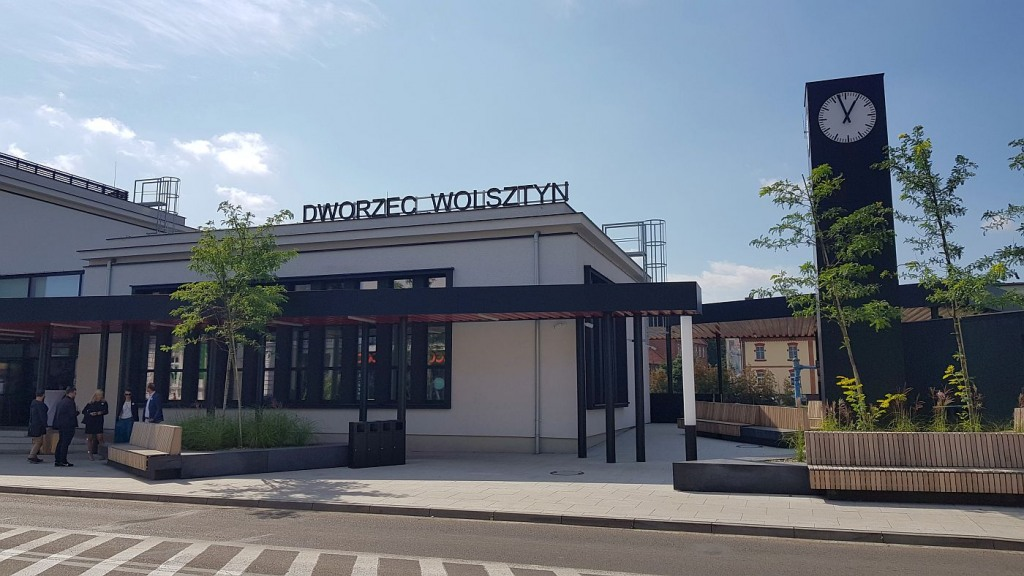
Dworzec w Wolsztynie po przebudowie – widok od strony miasta
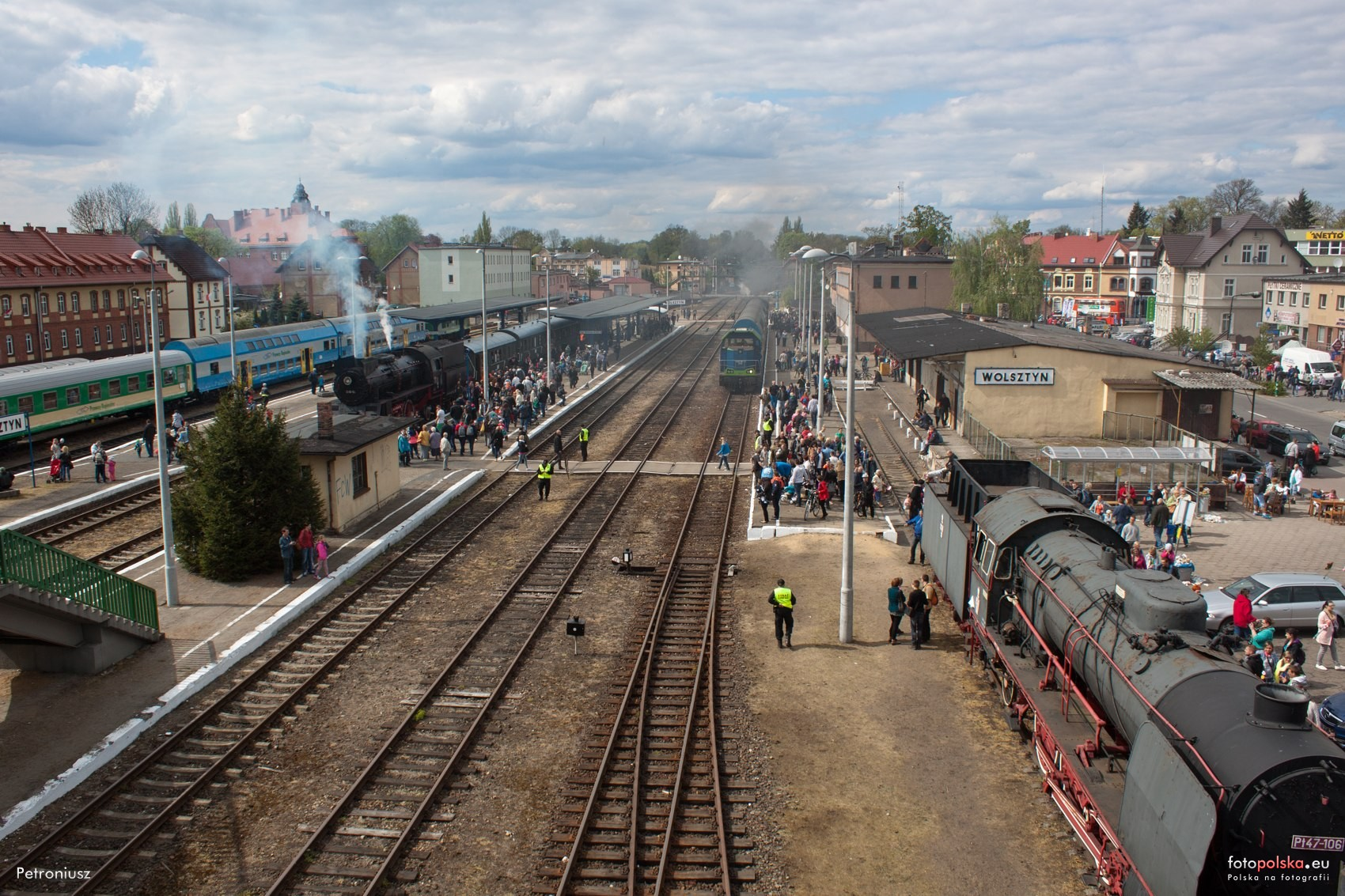
Stacja przed przebudową (2013)
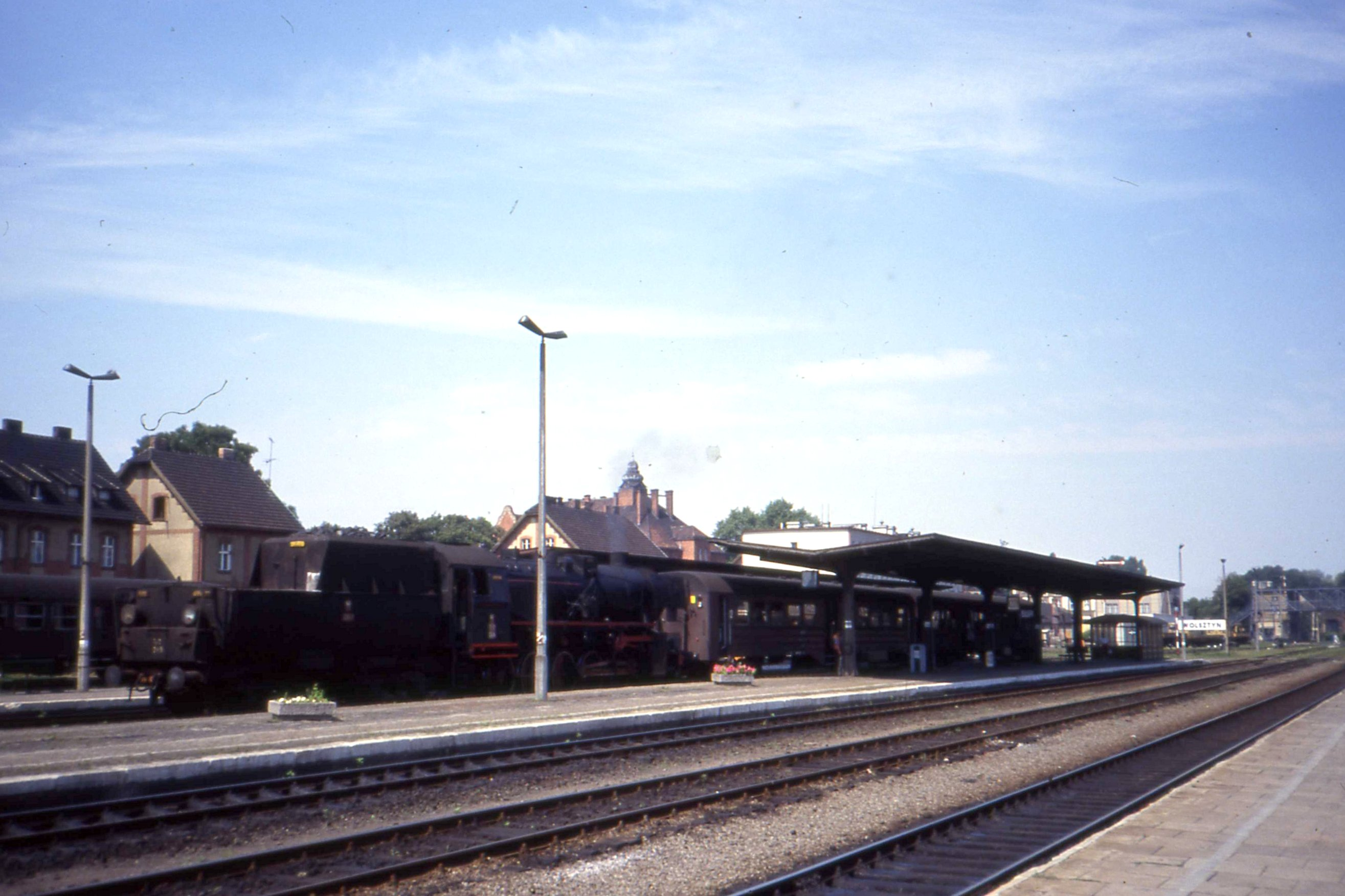
Parowóz Ty2 na stacji (1990)